# Anders Persson Utter
Anders Persson Utter, född 10 november 1592, död 11 november 1640 i Risinge församling, Östergötland, var en svensk militär.

## Biografi
Anders Persson Utter föddes 1592. Han var son till Per Månsson Utter och Margareta Andersdotter. Utter blev 1629 major och 1630 överstelöjtnant vid Österbottens regemente. Han adlades 20 augusti 1632 till Utter och introducerades 5 juli 1634 i Sveriges riddarhus som nummer 185 (ändrades senare till 213). Var härold vid konung Gustaf II Adolfs begravning 1634. Utter blev 1635 kommendant på Buxtahude, Bremen. Han avled 1640 på Kolstad i Risinge församling och begravdes 10 januari 1641 i Risinge kyrka.
Utter ägde gårdarna Navsta i Torsvi socken, Hult i Kvillinge socken, Uttersbergs herrgård i Krokeks socken och Kolstads säteri i Risinge socken.

### Familj
Utter gifte sig första gången 1626 med Hebbla Larsdotter Creutz (död 1629). Hon var dotter till slottsfogden Lars Mårtensson Creutz och Margareta Arvidsdotter Wildeman. De fick tillsammans barnen Peter Utter (1627–1627) och Lars Utter (född 1629).
Utter gifte sig andra gången 4 oktober 1630 på Siggestad i Värmdö församling med Beata Gyllencreutz (1613–1638). Hon var dotter till häradshövdingen Tyge Gyllencreutz och Brita Alfsdotter Ikorn. De fick tillsammans sonen Peter Utter (1632–1637).